# Carlo II di Navarra
Carlo II di Navarra, detto il Malvagio (le Mauvais) (Castello di Évreux, 17 maggio 1332 – Pamplona, 1º gennaio 1387), fu conte d'Évreux, d'Angoulême e di Mortain dal 1344 e re di Navarra dal 1349 alla sua morte.

## Origine
Carlo era il figlio secondogenito (maschio primogenito) della regina di Navarra Giovanna II e del conte di Évreux Filippo III.
Quest'ultimo era nipote del re di Francia Filippo il Bello, il quale era fratellastro di suo padre.
Carlo discendeva dal re Filippo III sia da parte di padre che da parte di madre.

## Biografia

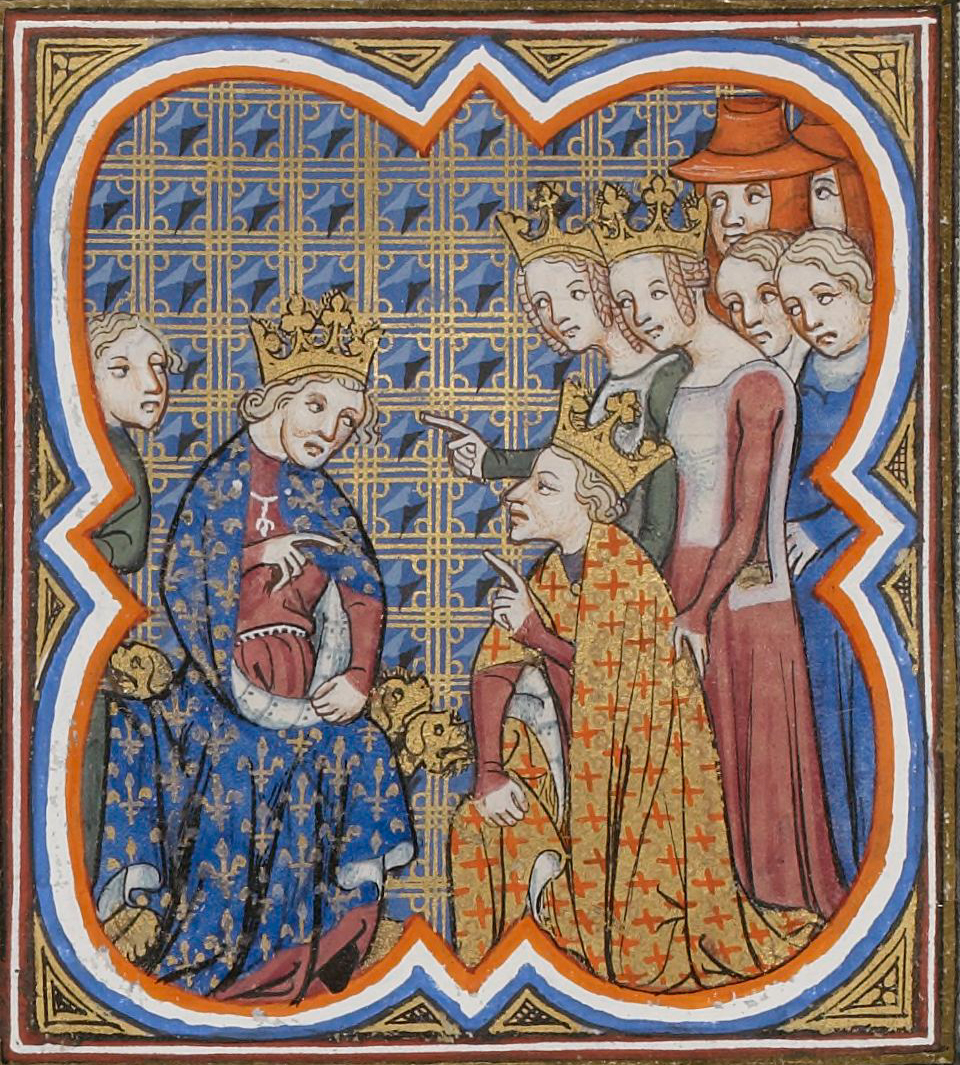
Miniatura di Giovanni II che perdona Carlo II

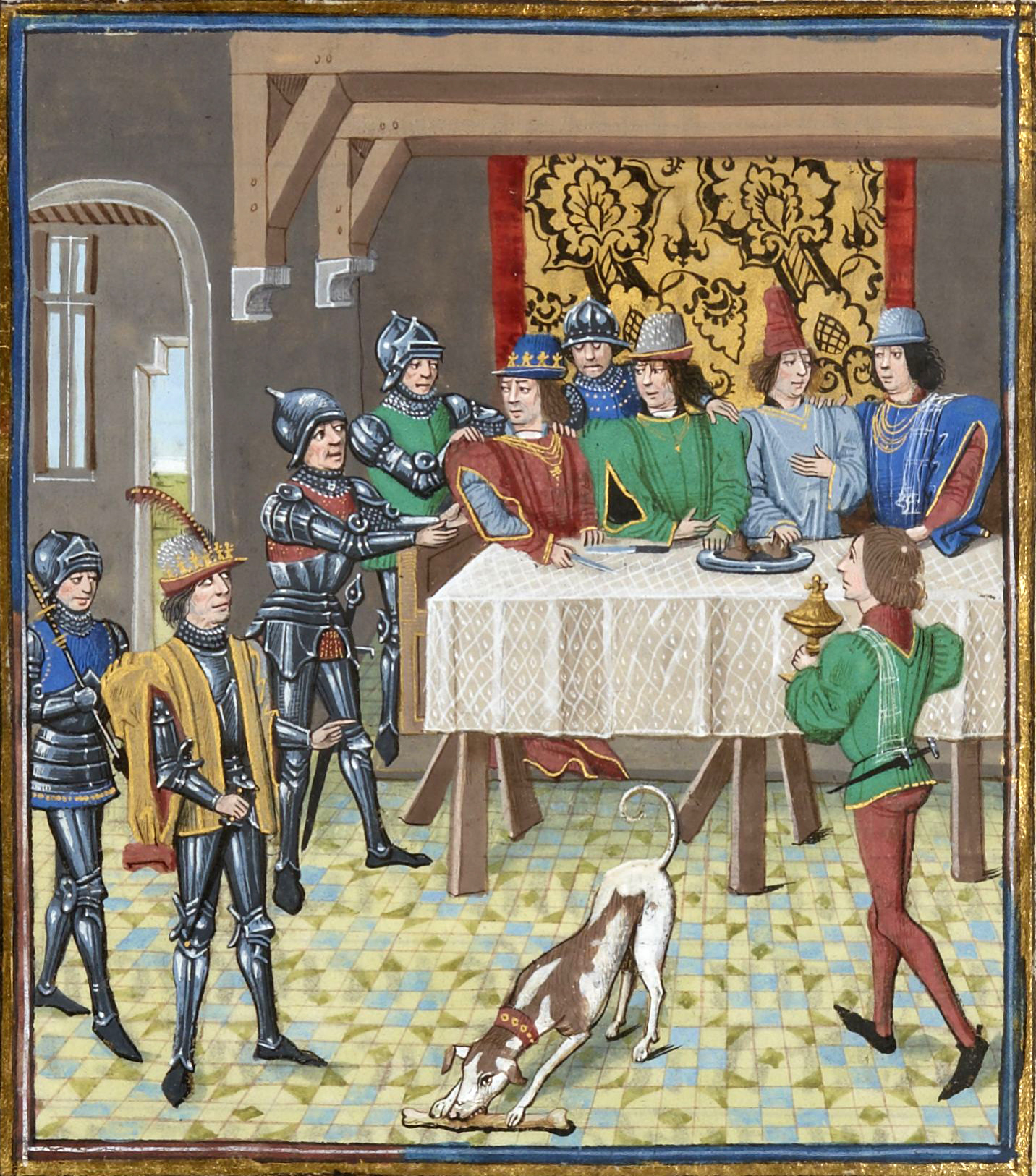
Miniatura dell'arresto di Carlo II

Nel 1344, dopo la morte del padre, Carlo venne riconfermato conte di Évreux, d'Angoulême e di Mortain dal re di Francia Filippo VI di Valois.
Nel 1349, non ancora diciottenne, la madre Giovanna II di Navarra, che dopo poco morì, abdicò in suo favore per il titolo di re di Navarra. Carlo assunse il titolo di Carlo II di Navarra sotto la reggenza del re di Francia Filippo VI. Carlo venne incoronato nella cattedrale di Pamplona il 27 giugno 1350.
Pare che Carlo fosse di piccola statura ma molto ambizioso e, nel 1350, alla morte del re di Francia Filippo VI di Valois, si vantò di essere per parte di madre il più prossimo discendente del re di Francia Filippo il Bello e quindi il principe più vicino al trono di Francia. Comunque per tutta la vita, per la discendenza di sua madre, si considerò il legittimo erede del trono di Francia e complottò contro il re di Francia.
Il nuovo re di Francia, Giovanni II il Buono, continuò a esercitare la reggenza per conto di Carlo e, per ingraziarselo, nel 1351, gli promise in moglie la propria figlia, Giovanna di Francia, di soli otto anni. E il 12 febbraio 1352, nel castello di Vivier, presso Fontenay-Trésigny, fu celebrato il matrimonio tra Carlo e Giovanna di Francia, figlia del re di Francia Giovanni II il Buono e della sua prima moglie, Bona di Lussemburgo, figlia del conte Giovanni I di Lussemburgo e di Elisabetta di Boemia. In quello stesso giorno terminò la reggenza di Giovanni II il Buono sui domini di Carlo e contemporaneamente Carlo venne nominato Luogotenente della Linguadoca, da Giovanni II il Buono.
Subito dopo il matrimonio si verificarono tra genero e suocero dissapori che portarono Carlo ad intavolare trattative con il re d'Inghilterra, Edoardo III, il quale sembrò attirato da quell'alleanza, soprattutto per i possedimenti che il re di Navarra deteneva in Normandia; Giovanni II allora offrì a Carlo la pace, ampliando i suoi possedimenti in Normandia; infatti, con il trattato di Mantes, Carlo ottenne la contea di Beaumont-le-Roger, il 22 febbraio 1354. L'attuazione del trattato offrì l'occasione per un nuovo conflitto con il re di Francia; e Carlo, da allora detto il Malvagio, si recò ad Avignone per riannodare l'alleanza con il re d'Inghilterra, Edoardo III, che aveva ripreso attivamente la guerra (1355) contro il re di Francia; Giovanni, per timore di un'invasione, cedette nuovamente alle richieste del genero.
Nel 1356 Carlo il Malvagio cercò di attirare in una congiura di normanni e navarrini il figlio maggiore di Giovanni, l'erede al trono di Francia, il delfino Carlo il Saggio; allora Giovanni II reagì e, il 5 aprile 1356, a Rouen, fece arrestare Carlo, che fu imprigionato in Normandia e, oltre a confiscargli tutti i suoi possedimenti normanni, mandò al patibolo un certo numero di nobili normanni e navarrini.

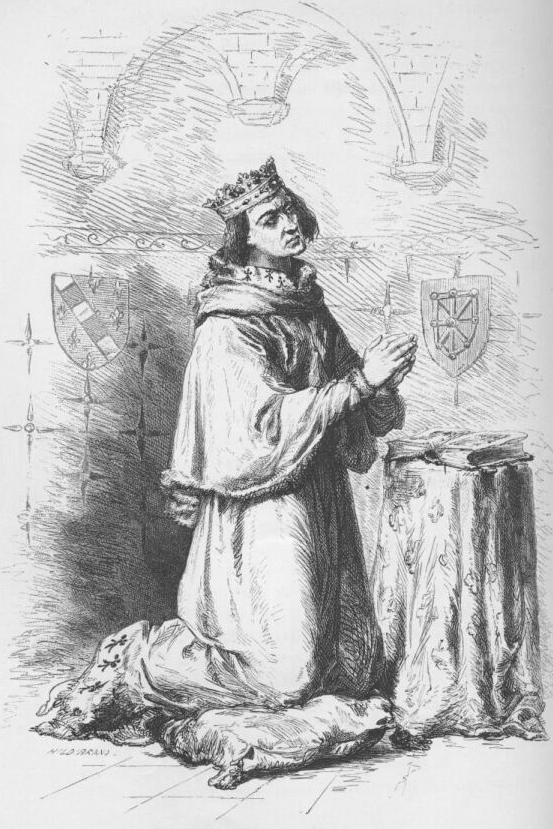
Carlo il Malvagio in prigione.

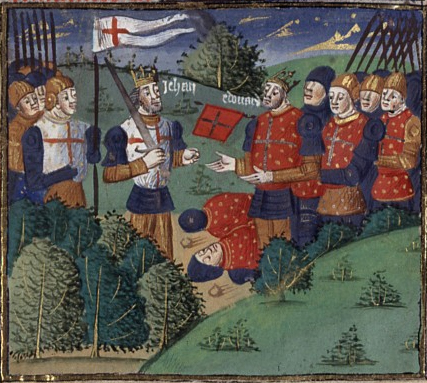
Resa di Giovanni II il Buono, alla Battaglia di Poitiers

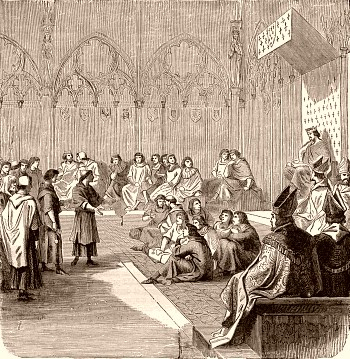
Carlo il Malvagio di fronte a Giovanni II il Buono.

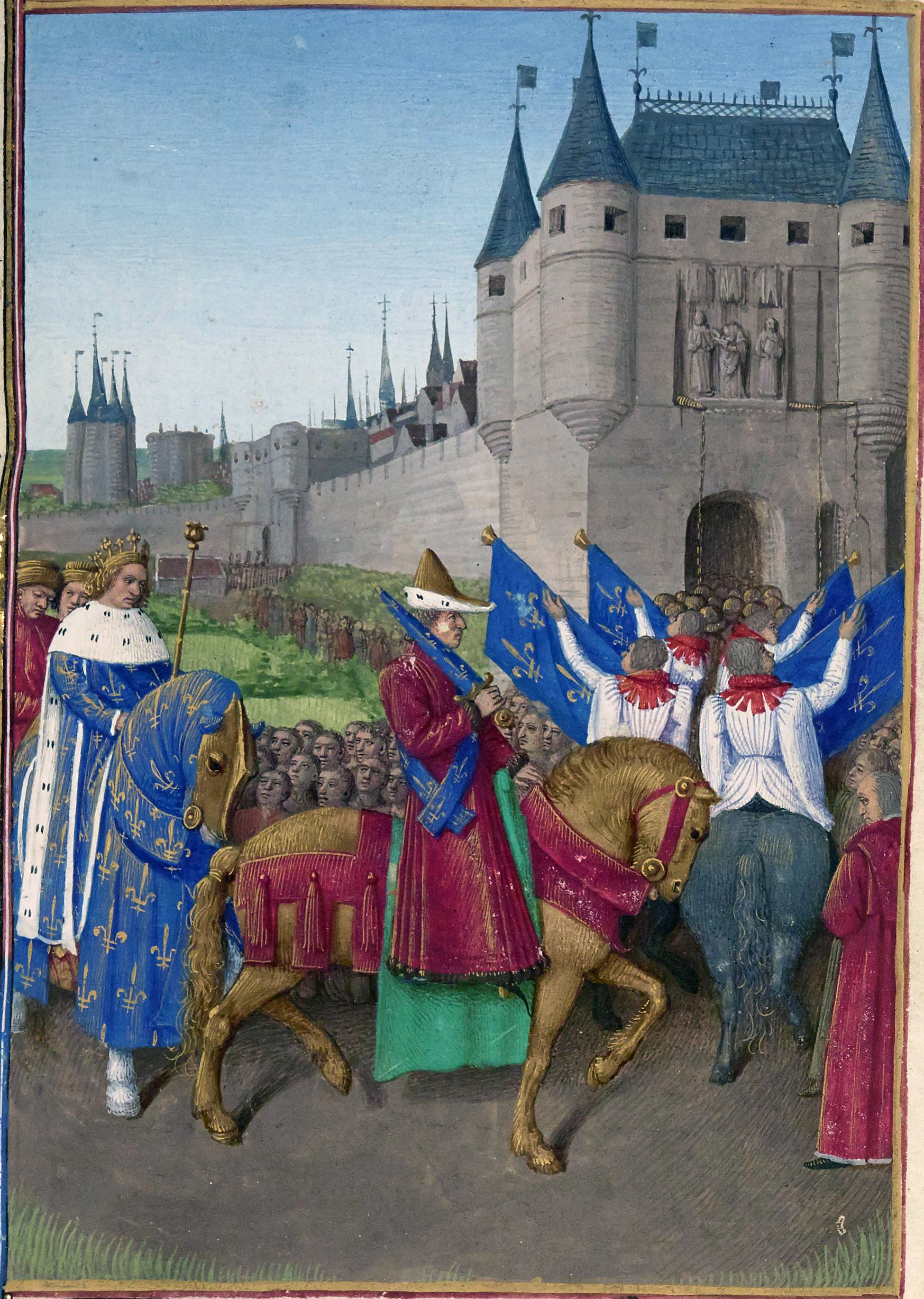
Ingresso di Carlo V a Parigi il 2 agosto 1358

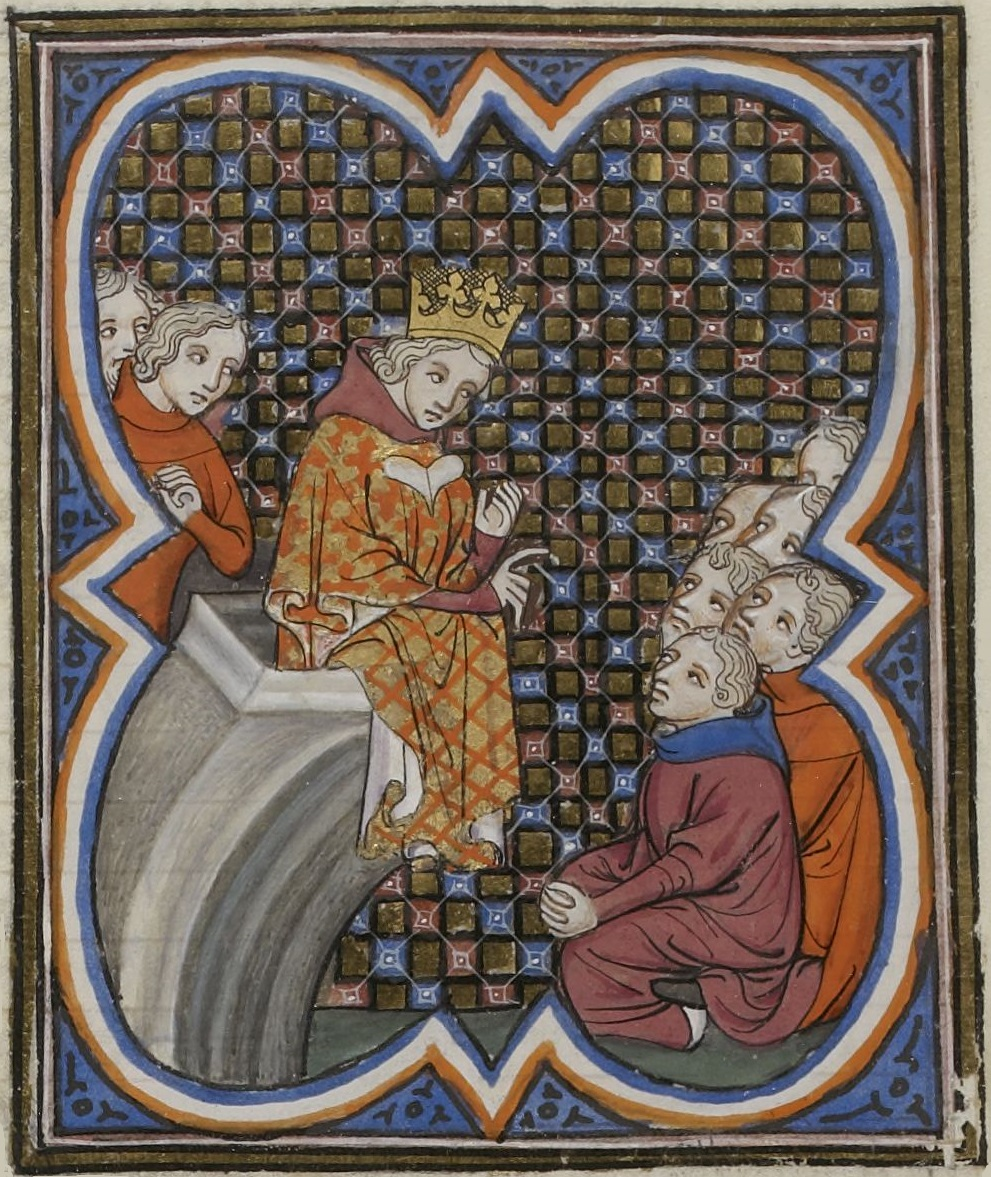
Miniatura di Carlo II con i parigini

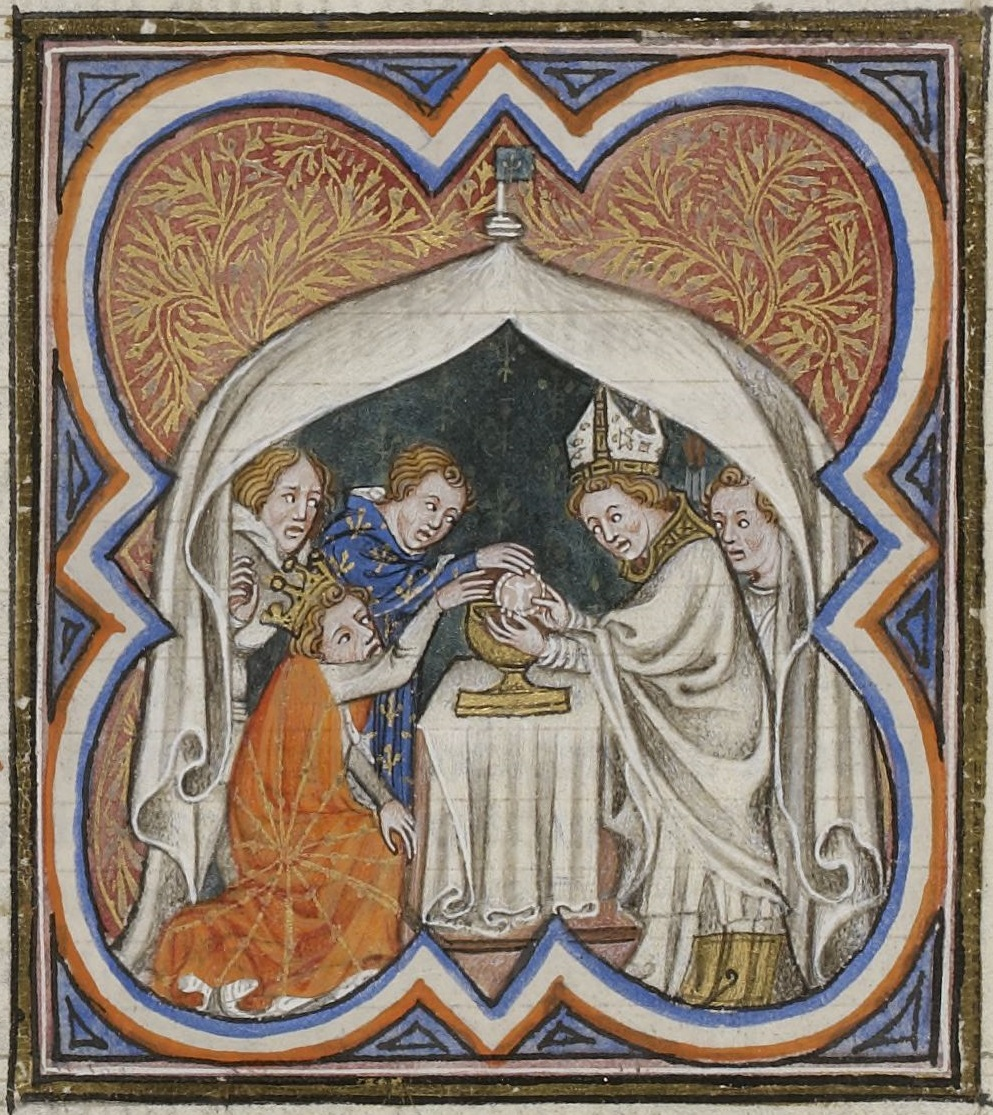
Miniatura della riconciliazione di Carlo V con Carlo II.

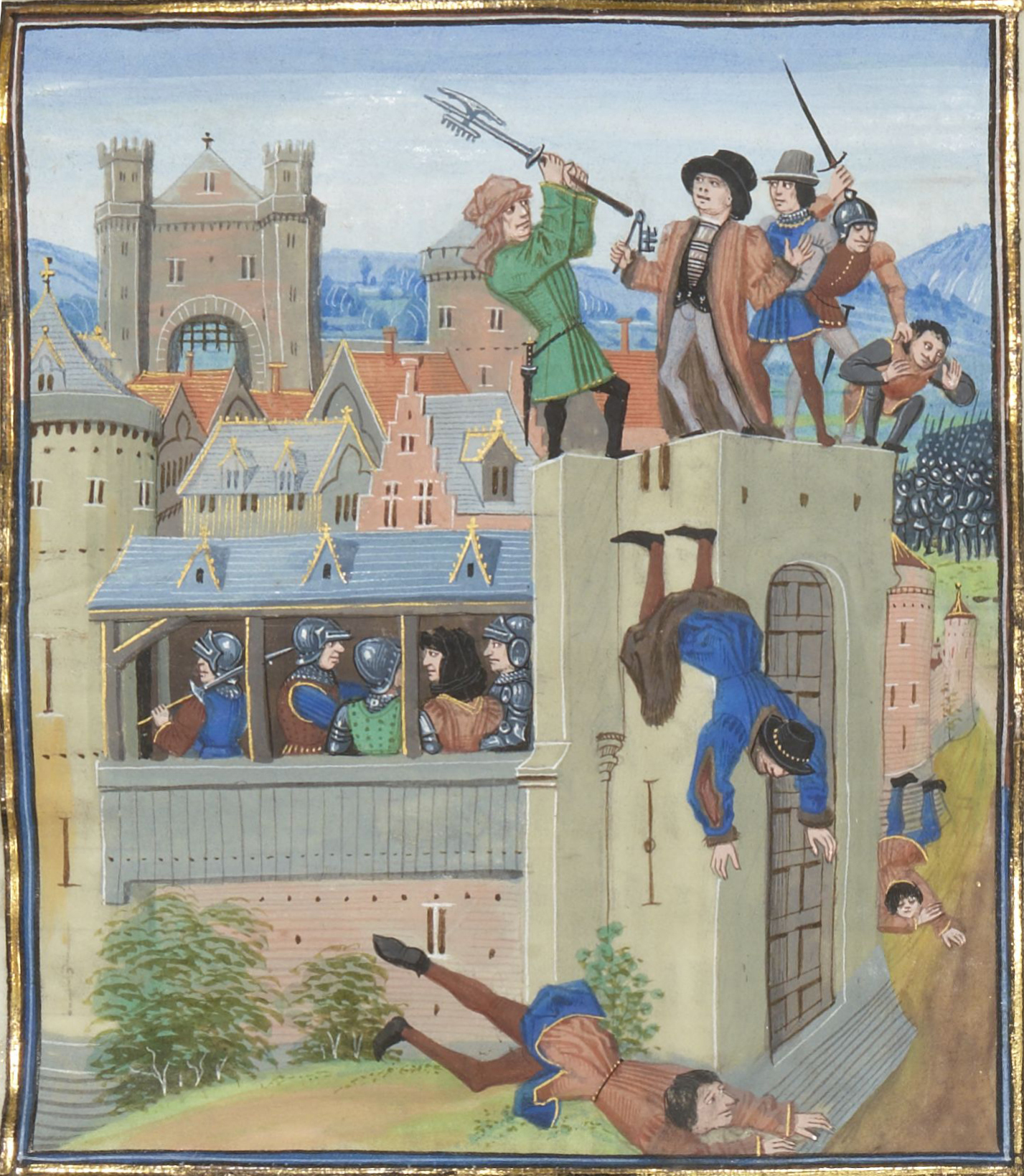
Assassinio di Étienne Marcel il 21 luglio 1358

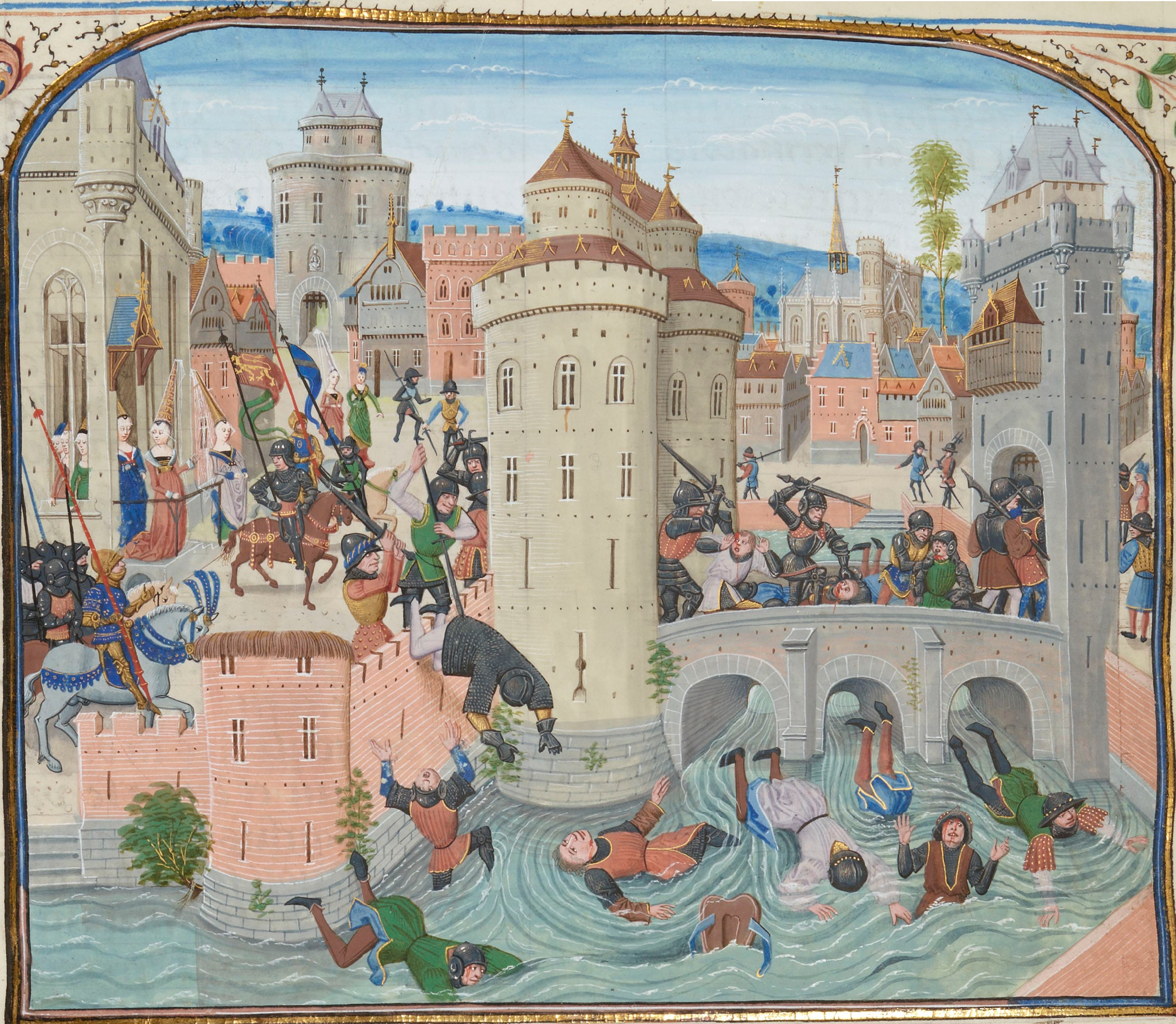
i contadini ed i loro alleati parigini sorpresi da una carica di cavalleria mentre stanno assaltando il castello del mercato di Meaux dove si è rifugiata la famiglia del delfino.

Edoardo III inviò delle truppe che si fermarono di fronte all'esercito francese. Allora, da Bordeaux, si mosse il figlio del re inglese Edoardo il Principe Nero, che arrivato alla Loira, trovandosi di fronte l'esercito francese, cominciò a ritirarsi, fermandosi nelle vicinanze di Poitiers, dove affrontò e sconfisse i francesi nella battaglia di Poitiers, in cui il re di Francia Giovanni II fu fatto prigioniero, condotto a Bordeaux e poi, nel 1357, a Londra
Il regno di Francia era nelle giovani mani del delfino, Carlo il Saggio, appoggiato da un consiglio di nobili, di cui faceva parte Étienne Marcel, un ricco commerciante di drappi, che voleva portare cambiamenti nella politica francese, che aveva il favore della popolazione di Parigi e che era partigiano di Carlo il Malvagio, del quale chiedeva la liberazione.
L'8 novembre 1357 Carlo II di Navarra riuscì ad evadere dal castello di Arleux, nell'Artois e raggiunse Parigi, dove fece alleanza con Marcel, pensando di poterlo controllare. I due nominarono il delfino reggente del regno.
Il delfino però, con un pretesto, lasciò Parigi e a Compiègne, come reggente, convocò un'assemblea degli stati generali, a lui fedele, e cominciò a raccogliere truppe per la sua causa.
I due schieramenti (i lealisti del delfino ed i navarrini, appoggiati dagli inglesi) cominciarono a fare razzie nelle campagne intorno a Parigi, portando ai contadini disagi e sofferenze, per cui il 28 maggio 1358, dopo l'uccisione di alcuni signorotti nella zona di Beauvais in Piccardia, esplose improvvisa la collera contadina contro la nobiltà, colpevole della sconfitta francese di Poitiers, nella rivolta che fu detta Jacquerie ed era guidata da Guglielmo Carle La rivolta colpì la nobiltà soprattutto con i saccheggi delle dimore nobiliari e dei castelli. Étienne Marcel, senza arrivare a una vera e propria alleanza, appoggiò la jacquerie mentre Carlo il Malvagio, nominato, il 15 giugno 1358 Capitano di Parigi, riuscì, con l'inganno e il tradimento, a catturare Guglielmo Carle e a farlo giustiziare decretando la fine della rivolta che nella seconda metà di giugno, priva di capi, fu repressa nel sangue dalla nobiltà (già il 24 giugno erano morti più di 20.000 contadini).
Forse Carlo, re di Navarra aveva intenzione di entrare a Parigi e proclamarsi re di Francia ma, quando il 21 luglio 1358 il popolo parigino uccise Étienne Marcel, rinunciò e il 2 agosto a Parigi entrò il delfino, che, accolto con entusiasmo convocò gli stati generali, che decretarono di far guerra agli inglesi, ma il delfino preferì attaccare il re di Navarra; la città di Melun fu assediata; ma, per paura che Carlo il Malvagio ottenesse l'aiuto inglese, nel giugno del 1359 fu siglata la pace, che vedeva il re di Navarra mantenere tutte le sue proprietà e riceverne altre in cambio di Melun e in più il permesso di rientrare a Parigi.
Ma nel 1361, alla morte di Filippo di Rouvres, si riaprì la contesa della successione del ducato di Borgogna, che secondo Carlo II di Navarra, essendo lui il parente più prossimo, gli sarebbe toccato in eredità, invece Giovanni II il Buono, decise di incamerarlo nei domini della corona e nel 1363 si recò personalmente a Digione per prenderne possesso. In quello stesso anno, il 29 agosto, alla morte del fratello, Filippo (1336 – 1363), ereditò la contea di Longueville.

Vistosi espropriato della Borgogna, Carlo il Malvagio aprì nuovamente le ostilità contro il nuovo re di Francia Carlo il Saggio. Dopo circa un anno di scontri in Normandia, senza grandi successi, il 6 marzo 1365, a Pamplona, fu firmata la pace tra il re di Francia e Carlo il Malvagio che, mantenne la contea di Évreux, ma dovette rinunciare a Mantes, Meulan e Longueville, alle pretese su Champagne e Blois, e, pur rinunciando ad ogni pretesa sul trono di Francia, non volle giurare fedeltà al re. Il giuramento di fedeltà lo fece poi solo nel 1371, con il trattato di Vernon del 29 marzo, dove in cambio ricevette la sovranità su Montpellier.
Nel corso della guerra civile di Castiglia tra il re Pietro I il Cudele e il fratellastro Enrico II di Trastamara, il re di Navarra, insieme agli inglesi del principe di Galles Edoardo il Principe Nero, si schierò con il primo mentre il secondo fu appoggiato dal re di Francia, Carlo V il Saggio. Nel 1369 Enrico II ebbe la meglio sul fratellastro e si scagliò contro la Navarra, riconquistando il territorio castigliano che era stato occupato dai navarrini e imponendo a Carlo il Malvagio il primo trattato di Briones, del 1373.
Nel 1378 il conte di Foix catturò alcuni agenti del re di Navarra e provò al re di Francia Carlo V il Saggio, che Carlo il Malvagio, nel 1370, nel 1372 e infine nel 1378, aveva progettato la divisione del regno di Francia con il re d'Inghilterra ed inoltre aveva organizzato un complotto per avvelenare Carlo V che, senza esitare, fece occupare i territori normanni del re di Navarra, il cui figlio ed erede Carlo il Nobile venne catturato e gli fu imposto dal re di Francia di ripudiare il padre. Carlo II il Malvagio perse così tutte le proprietà francesi, inclusa Montpellier
Alla morte del re di Castiglia Enrico II di Trastamara, nel 1379, Carlo catturò la città di Logroño. Allora la Navarra venne attaccata dal re di Castiglia, Giovanni I di Trastamara, che l'invase, assediò Pamplona, gli tolse una quindicina di castelli e Carlo dovette subire l'umiliante pace imposta da Giovanni I di Trastamara, che con il secondo trattato di Briones, impose a Carlo II di riconoscere alla Castiglia la proprietà, per dieci anni, dei castelli conquistati.
Spogliato di tutte le proprietà francesi e persa la guerra con la Castiglia, Carlo il Malvagio fu accusato di avere tentato di avvelenare il re di Castiglia, Giovanni I. Per tale accusa fu condannato il 2 marzo 1386, per cui dovette rinunciare a ogni ambizione e si dedicò al governo della Navarra fino alla sua orribile morte
Morì all'età di 54 anni a Pamplona, il 1º gennaio 1387, in modo così orribile da divenire famoso in tutta Europa, tanto da essere miniata da cronisti dell'epoca, poiché ritenuta un castigo divino nei suoi confronti. Il re, caduto in uno stato di malattia tale da non potere più usare gli arti, su ordine del medico di corte venne avvolto in bende e panni di lino imbevuti di brandy o liquori di vino. Il cortigiano che si occupò di ciò, al termine del bendaggio, anziché tagliare i lini in eccesso con le cesoie usò una candela, dando così accidentalmente fuoco a Carlo II, che finì i suoi giorni dopo quasi due settimane di agonie dovuti alle gravissime ustioni.
Il suo corpo fu imbalsamato e fu sepolto nella cattedrale di Pamplona. Gli successe il figlio, Carlo il Nobile.

## Discendenza
Carlo e Giovanna ebbero otto figli; da amanti ebbe due figli illegittimi:
- da Giovanna ebbe
  - Maria di Navarra (1355-circa 1420) sposò nel 1393 Alfonso V di Ribagorza;
  - Carlo il Nobile (1361-1425), re di Navarra;
  - Bona di Navarra (circa 1364- dopo il 1389);
  - Filippo di Navarra (1364- circa 1368), morto accidentalmente;
  - Pietro di Navarra (1366-1412), conte de Mortain che, nel 1411, sposò Caterina d'Alençon;
  - Giovanna di Navarra (1370-1437) sposò in prime nozze, nel 1386, Giovanni V di Bretagna e in seconde nozze, nel 1403, Enrico IV d'Inghilterra;
  - Bianca di Navarra (1372-1385);
  - Isabella, che fu educata al monastero di Santa Clara a Estella.

- dalle amanti:

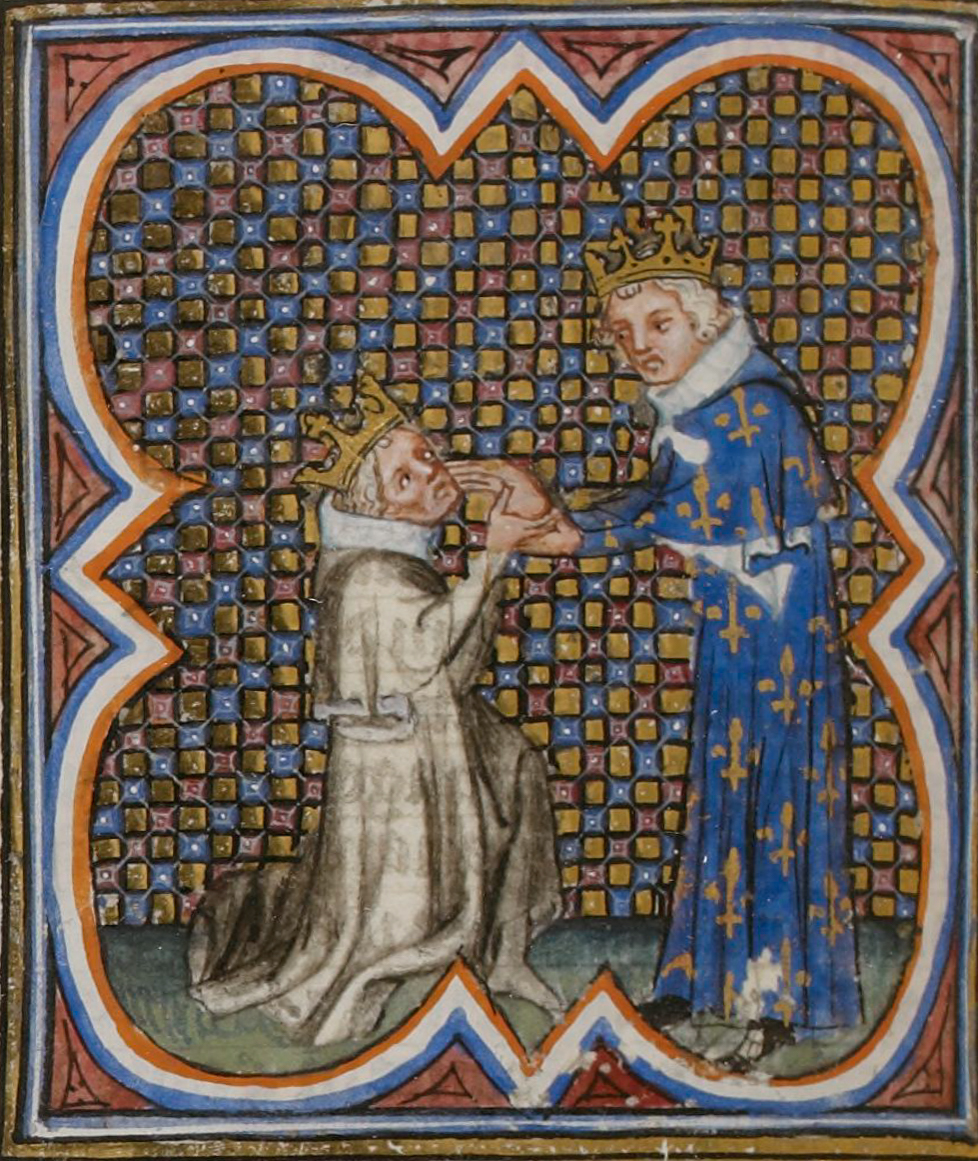
Carlo V riceve l'omaggio di Carlo di Navarra al trattato di Vernon.

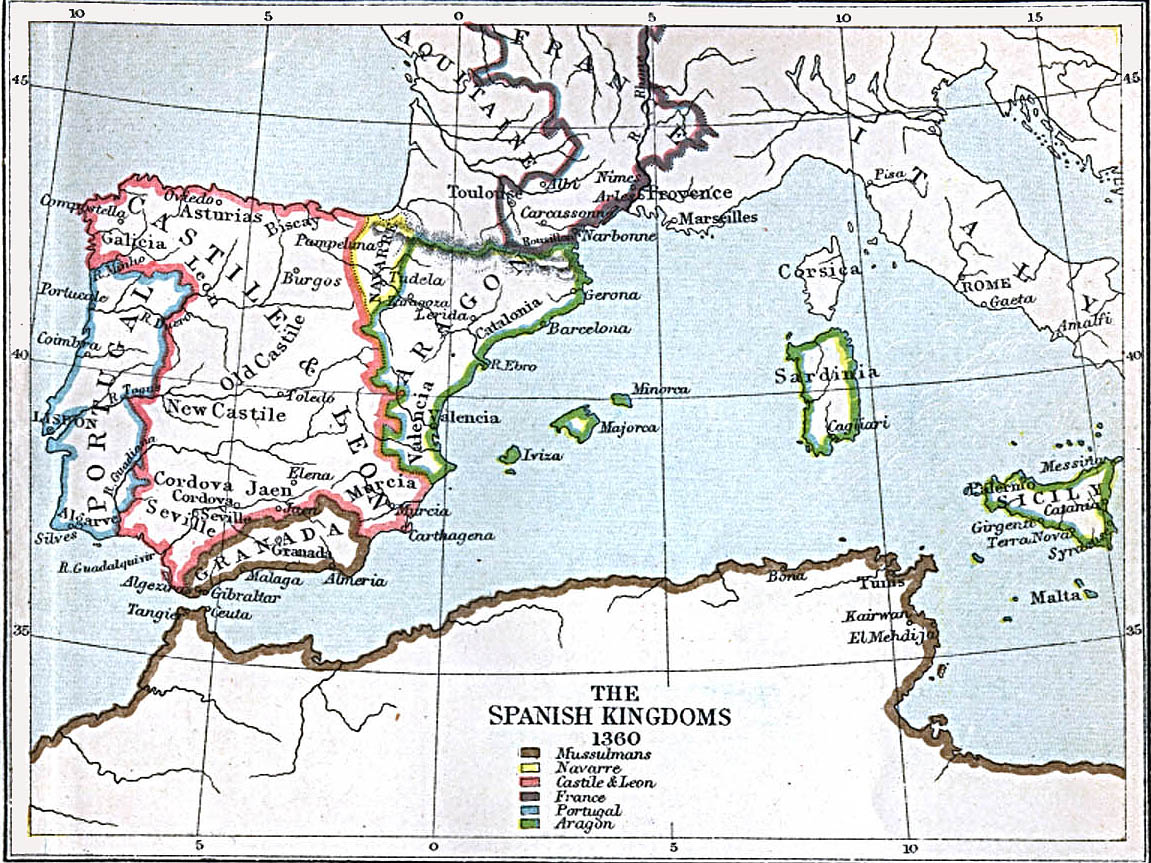
La penisola iberica nel 1360.

  - Lionello (1378-1413), da Caterina de Lizaso;
  - Giovanna (?-1413), da Caterina de Esparza.

## Bibliografia

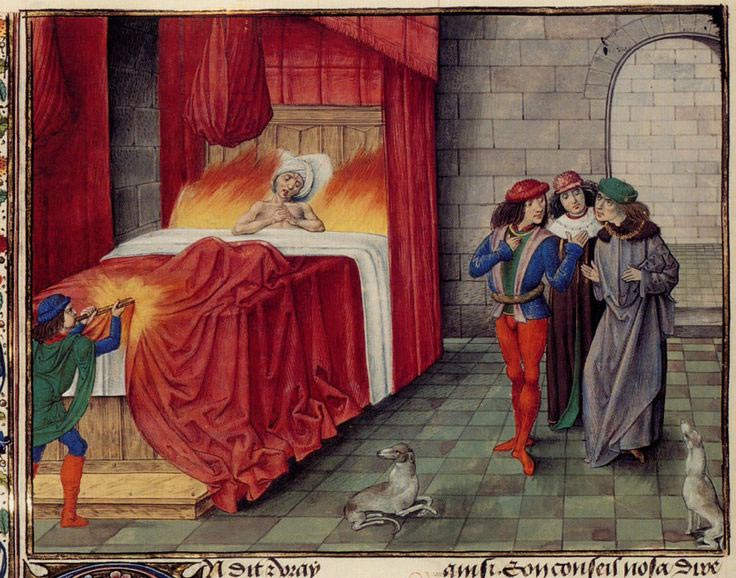
Morte di Carlo il Malvagio

## Ascendenza
|                        |                       |                        | Genitori                |  |  | Nonni |  |  | Bisnonni               |  |  | Trisnonni           |  |
|                        |                       |                        |                         |  |  |       |  |  | Filippo III di Francia |  |  | Luigi IX di Francia |  |
|                        |                       |                        |                         |  |  |       |  |  | Filippo III di Francia |  |  | Luigi IX di Francia |  |
|                        |                       | Margherita di Provenza |                         |  |  |       |  |  | Filippo III di Francia |  |  |                     |  |
| Luigi d'Évreux         |                       |                        |                         |  |  |       |  |  | Filippo III di Francia |  |  |                     |  |
|                        |                       | Maria di Brabante      | Enrico III di Brabante  |  |  |       |  |  |                        |  |  |                     |  |
|                        |                       | Maria di Brabante      | Enrico III di Brabante  |  |  |       |  |  |                        |  |  |                     |  |
|                        |                       | Maria di Brabante      | Alice di Borgogna       |  |  |       |  |  |                        |  |  |                     |  |
| Filippo III di Navarra |                       | Maria di Brabante      |                         |  |  |       |  |  |                        |  |  |                     |  |
|                        |                       | Filippo d'Artois       | Roberto II d'Artois     |  |  |       |  |  |                        |  |  |                     |  |
|                        |                       | Filippo d'Artois       | Roberto II d'Artois     |  |  |       |  |  |                        |  |  |                     |  |
|                        |                       | Filippo d'Artois       | Amicie de Courtenay     |  |  |       |  |  |                        |  |  |                     |  |
| Margherita d'Artois    |                       | Filippo d'Artois       |                         |  |  |       |  |  |                        |  |  |                     |  |
|                        |                       | Bianca di Bretagna     | Giovanni II di Bretagna |  |  |       |  |  |                        |  |  |                     |  |
|                        |                       | Bianca di Bretagna     | Giovanni II di Bretagna |  |  |       |  |  |                        |  |  |                     |  |
|                        |                       | Bianca di Bretagna     | Beatrice d'Inghilterra  |  |  |       |  |  |                        |  |  |                     |  |
| Carlo II di Navarra    |                       | Bianca di Bretagna     |                         |  |  |       |  |  |                        |  |  |                     |  |
|                        | Filippo IV di Francia | Filippo III di Francia |                         |  |  |       |  |  |                        |  |  |                     |  |
|                        | Filippo IV di Francia | Filippo III di Francia |                         |  |  |       |  |  |                        |  |  |                     |  |
|                        | Filippo IV di Francia | Isabella d'Aragona     |                         |  |  |       |  |  |                        |  |  |                     |  |
| Luigi X di Francia     | Filippo IV di Francia |                        |                         |  |  |       |  |  |                        |  |  |                     |  |
|                        |                       | Giovanna I di Navarra  | Enrico I di Navarra     |  |  |       |  |  |                        |  |  |                     |  |
|                        |                       | Giovanna I di Navarra  | Enrico I di Navarra     |  |  |       |  |  |                        |  |  |                     |  |
|                        |                       | Giovanna I di Navarra  | Bianca d'Artois         |  |  |       |  |  |                        |  |  |                     |  |
| Giovanna II di Navarra |                       | Giovanna I di Navarra  |                         |  |  |       |  |  |                        |  |  |                     |  |
|                        |                       | Roberto II di Borgogna | Ugo IV di Borgogna      |  |  |       |  |  |                        |  |  |                     |  |
|                        |                       | Roberto II di Borgogna | Ugo IV di Borgogna      |  |  |       |  |  |                        |  |  |                     |  |
|                        |                       | Roberto II di Borgogna | Iolanda di Dreux        |  |  |       |  |  |                        |  |  |                     |  |
| Margherita di Borgogna |                       | Roberto II di Borgogna |                         |  |  |       |  |  |                        |  |  |                     |  |
|                        |                       | Agnese di Francia      | Luigi IX di Francia     |  |  |       |  |  |                        |  |  |                     |  |
|                        |                       | Agnese di Francia      | Luigi IX di Francia     |  |  |       |  |  |                        |  |  |                     |  |
|                        |                       | Agnese di Francia      | Margherita di Provenza  |  |  |       |  |  |                        |  |  |                     |  |
|                        |                       | Agnese di Francia      |                         |  |  |       |  |  |                        |  |  |                     |  |